# Micromobilidade

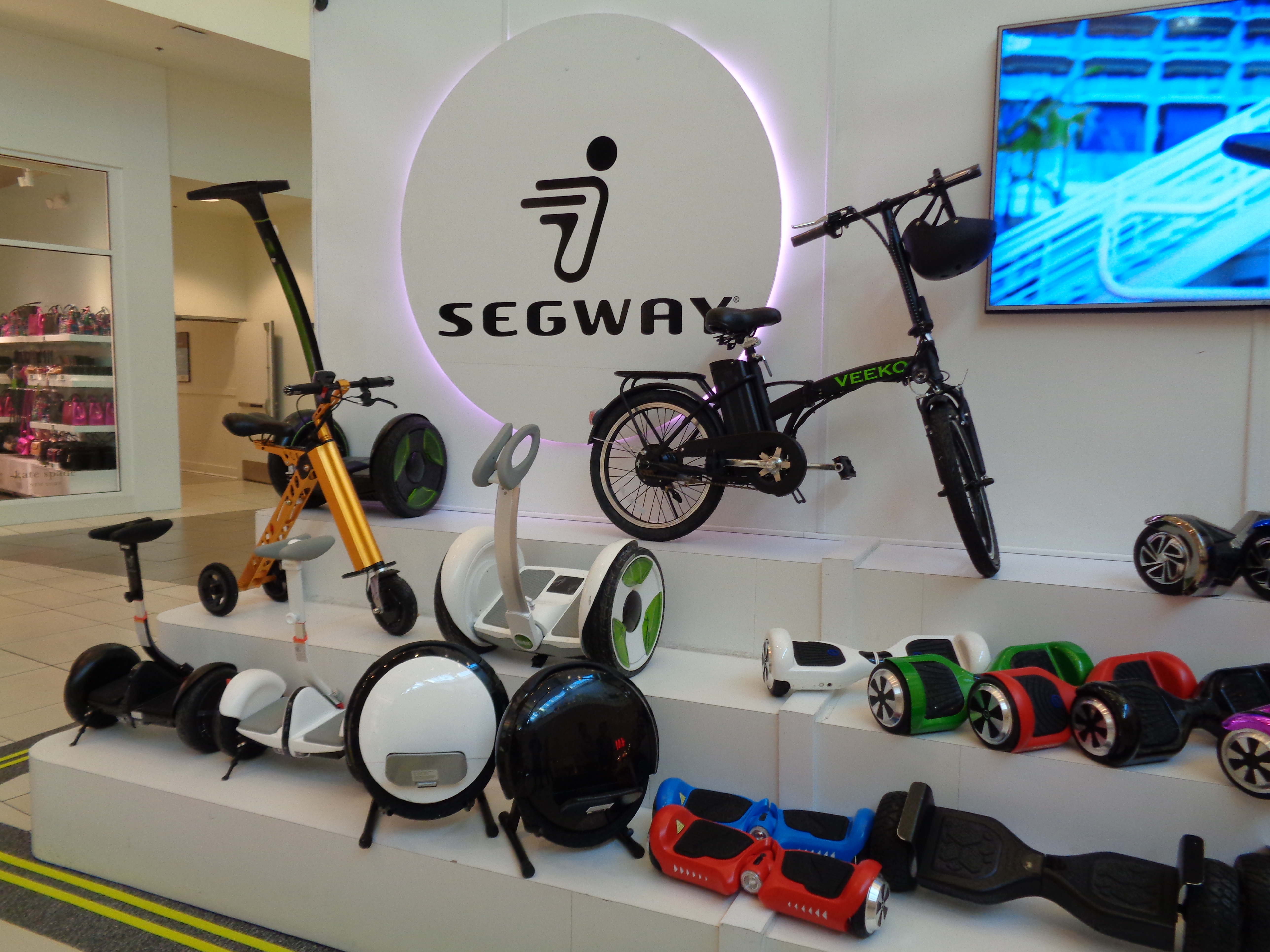
Segway

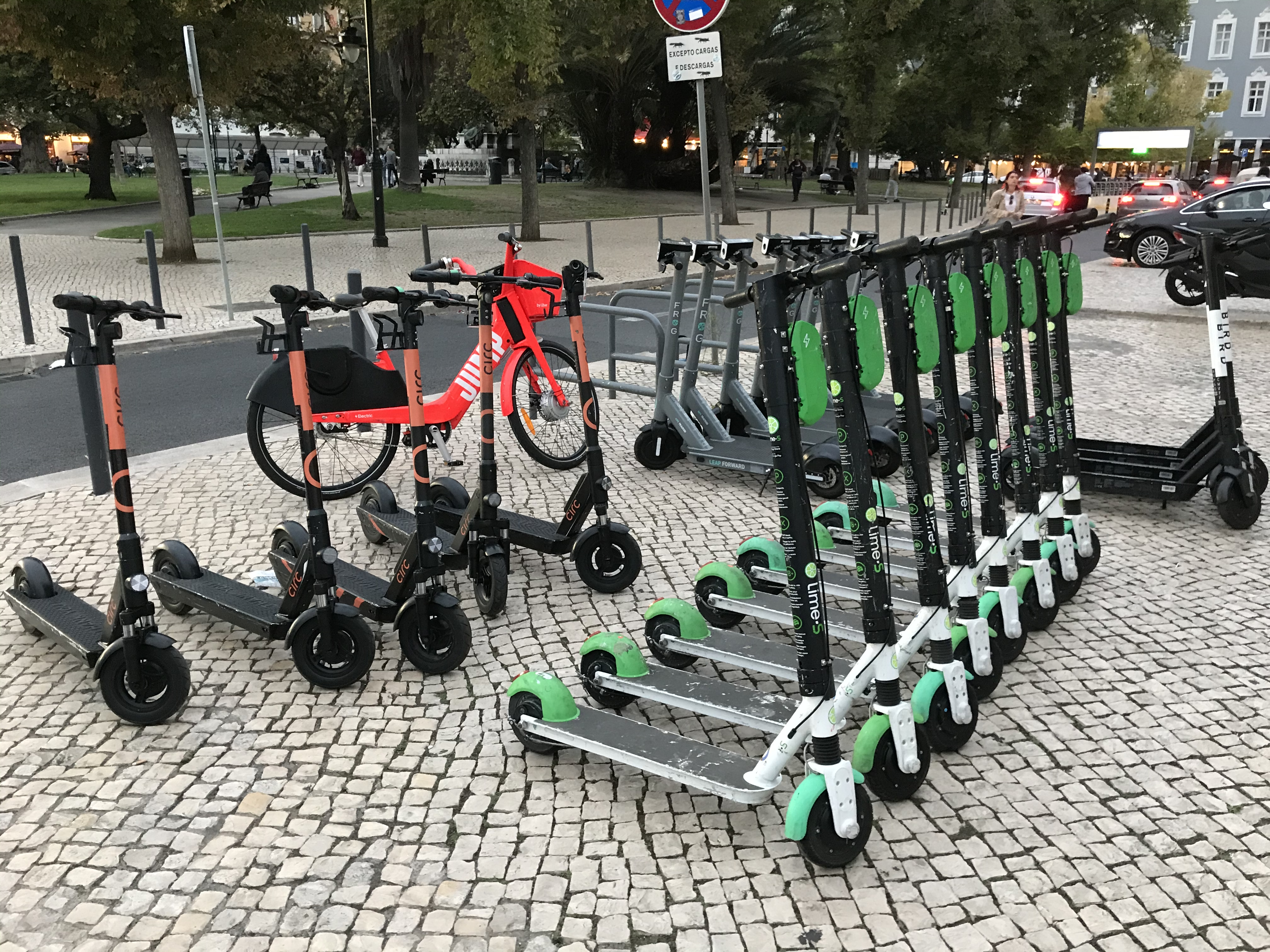
Trotinetas elétricas Lisboa

Micromobilidade em seu significado literal são “os meios de transportes que servem para percorrer distâncias curtas, normalmente “o primeiro ou o último quilômetro” de um trajeto.
Esse termo vem sendo muito utilizado ultimamente, principalmente pelas startups. Na verdade, o termo foi usado pela primeira vez pelo empresário Horace Dediu no Tech Festival em Copenhague, no final de 2017. Para ele, micromobilidade define uma categoria de novos veículos que estão sendo introduzidos nas cidades e devem, principalmente, atender a três condições:  
- Pesar menos que 500kg;
- Ser acionado por um motor elétrico;
- Ser utilizado principalmente como transporte.

Um estudo realizado pela McKinsey Center for Future Mobility aproximadamente 60% das viagens por carro percorrem menos de oito quilômetros, o que poderia ser facilmente substituído por transportes não poluentes ou de maior facilidade de deslocamento, o que por sua vez diminuiria a necessidade do uso de carros. Levando isso em consideração, outros fatores que evidenciam mais ainda a necessidade da micromobilidade para sociedade são a expansão das cidades e o aumento da densidade demográfica, esses dois fatores podem, consequentemente, intensificar a dificuldade de locomoção das pessoas e causar graves congestionamentos.  

## Micromobilidade na prática
Esse termo, no começo estava associado à tendência de produção de carros elétricos individuais como resposta da indústria automobilística ao modelo de cidade que não comporta mais veículos pesados, poluentes, barulhentos e grandes. Porém, em seguida surgiram as bicicletas e os patinetes compartilhados, que foram respostas complementares inovadores para a mobilidade urbana mais barata e rápida.  
Esses serviços vieram como uma tentativa de melhoria para a mobilidade urbana, visando fazer trajetos curtos com mais rapidez, trajetos que não têm rotas de ônibus ou coisas do gênero. Para isso esses transportes foram implantados em locais que existe um alto fluxo de transportes coletivos, como rodoviárias, pontos de ônibus e estações de metrô. O pensamento que justifica esse desenvolvimento e implementação, e prevê o crescimento dos veículos individuais englobados na “micromobilidade” é que distâncias curtas devem ser predominantemente percorridas com veículos pequenos e longas distâncias com veículos maiores. Sugerindo, por exemplo, que rotas dentro dos bairros não devem ser feitas de ônibus, que são grandes e pesados.  

## Micromobilidade X Mobilidade Urbana
A mobilidade urbana visa um panorama geral das condições de deslocamento, ou seja, ela relaciona os transportes, a estrutura, a distribuição do território urbano e as pessoas. Enquanto a micromobilidade tem foco nos modos de transportes (ou veículos).

Hierarquia do transporte sustentável (micromobilidade)

Essa mobilidade urbana trabalha com um sistema de hierarquia, o qual é:  
- Deslocamento a pé, bicicletas e outros modos ativos;
- Transportes coletivos públicos;
- Transportes de carga;
- Transportes motorizados individuas (carros e motocicletas).

Essa hierarquização corresponde ao respeito e estímulo aos deslocamentos que são melhores tanto para os usuários quanto para os pedestres. No entanto, a maior parte das cidades brasileiras não está configurada adequadamente para lidar com essa hierarquia. Em São Paulo, por exemplo, 80% do espaço das ruas é destinado aos carros, e isso causa sérios problemas na implantação dos serviços, como por exemplo a invasão de calçadas pelos patinetes. 
Apesar de São Paulo ter 80% de seu espaço destinado aos carros, de acordo com a CEBRAP (Centro Brasileiro de Análise e Planejamento), o mercado na cidade é promissor: 53% dos 40 milhões de deslocamentos diários na cidade podem ser realizados com patinetes e bicicletas. A principal preocupação é a invasão de calçadas, já que o patinete não é brinquedo, apesar de parecer. Assim, é preciso regulamentar a convivência entre pedestres, motoristas, motociclistas e quem adere a essas novas alternativas.  

## Características
Esses novos serviços, disponibilizados pelas startups que estão atuam na micromobilidade, têm algumas características específicas em relação aos transportes, como as bicicletas e patinetes, são elas:  
- Transportes que envolvam algum tipo de motorização;
- Dimensões de largura e comprimento iguais ou inferiores às de uma cadeira de rodas;
- Só podem circular em calçadões, calçadas e ciclovias;
- Pesam até 500kg.

Uma outra característica importante é na verdade um novo sistema de implementação chamado de "dockless". Neste sistema, não é necessário prender as bicicletas em lugares específicos, ou seja, os veículos compartilhados não tem uma estação fixa, podendo ser deixados em lugares designados ou até mesmo em qualquer lugar seguro. Funciona por meio de aplicativos: o usuário se cadastra, encontra o veículo mais próximo e o desbloqueia por meio do aplicativo. Eles são recolhidos à noite para manutenção. 

## Empresas
São Paulo foi uma das primeiras cidades a implementar serviços com o objetivo de melhoria para as complicações na mobilidade urbana, e atualmente várias cidades possuem estes serviços, como Porto Alegre, Rio de Janeiro e Florianópolis. Esses serviços são, principalmente, compostos por bicicletas e patinetes elétricos compartilhados e algumas empresas se deram muito bem com esse novo sistema de micromobilidade. Algumas delas são:  
- Grow Mobility
- Lime
- Bike Rio
- Bike Itaú (Operado pelo banco Itaú)